# Plant City
Plant City is een plaats (city) in de Amerikaanse staat Florida, en valt bestuurlijk gezien onder Hillsborough County.

## Demografie
Bij de volkstelling in 2000 werd het aantal inwoners vastgesteld op 29.915.
In 2006 is het aantal inwoners door het United States Census Bureau geschat op 31.727, een stijging van 1812 (6.1%).

## Geografie
Volgens het United States Census Bureau beslaat de plaats een oppervlakte van
58,9 km², waarvan 58,6 km² land en 0,3 km² water.

## Plaatsen in de nabije omgeving
De onderstaande figuur toont nabijgelegen plaatsen in een straal van 16 km rond Plant City.